# Orius laticollis
Orius laticollis är en insektsart som först beskrevs av Reuter 1884.  Orius laticollis ingår i släktet Orius, och familjen näbbskinnbaggar. Arten är reproducerande i Sverige.